# Pinszki terület
Pinszki terület (Пинская Область) – A Belorusz SZSZK közigazgatási egysége volt 1939–1954 között. Székhelye Pinszk volt. 1939 szeptembere előtt Lengyelországhoz tartozott (a Polesiei vajdaság részeként), 1954. január 8-án teljes területét a Breszti területhez csatolták. Területe 16,3 ezer km² volt, 1939-ben 533,6 ezer lakosa volt. A következő járások (11) alkották (a dőlt betűvel jelzett járásokat az 1956–1962 közötti közigazgatási átszervezések során megszüntették). 
- David-Gorodoki járás
- Drogicsini járás
- Gancevicsi járás
- Ivanovói járás
- Lenini járás
- Logisini járás
- Lunyinyeci járás
- Pinszki járás
- Sztolini járás
- Tyelehani járás
- Zsabcsici járás

## Külső hivatkozások
- Térkép